# 17-es busz (Budapest, 2014–2016)
A budapesti 17-es jelzésű autóbusz a Bécsi út / Vörösvári út és a Szent Gellért tér között közlekedett villamospótló buszként a budai fonódó villamoshálózat kialakítása alatt. A viszonylatot a Budapesti Közlekedési Zrt. üzemeltette, a buszokat a Kelenföldi-, a Kőbányai- és az Óbudai autóbuszgarázs adta ki.

## Története
A budai fonódó villamoshálózat építése miatt a 17-es villamost 2014. április 13-án megszüntették. Az akkori tervek szerint a 17-est a 61-es váltotta volna ki, ezért aznap a 17-es vonalán közlekedő szerelvények fekete viszonylatszámokkal, illetve az 1330-as pályaszámú KCSV–7 feldíszítve közlekedett. Másnaptól, április 14-től a 17-es busz közlekedett helyette a Bécsi út / Vörösvári út és a Batthyány tér között. A forgalom szüneteltetését a budai fonódó villamoshálózathoz kapcsolódó új villamospálya kiépítését megelőző közműhálózat-rekonstrukció, majd a pályaépítés tette szükségessé. 2015. március 16-án elkezdődött a 19-es és a 41-es villamos vonalán a Clark Ádám téri alagút átépítése, hogy a vonalakon akkoriban közlekedő Ganz CSMG villamosoknál szélesebb típusok is korlátozás nélkül közlekedhessenek. A kieső Batthyány tér és Clark Ádám tér közötti szakasz pótlására a 17-es pótlóbuszt meghosszabbították a Szent Gellért térig, majd egészen a megszűnéséig ezen a vonalon közlekedett.
A villamosközlekedés 2016. január 16-ai átadásával a 17-es pótlóbusz a 86-os busszal együtt megszűnt, helyette a Bécsi úton a 17-es és a 19-es villamos közlekedik. A hálózat átszervezésének eredményeként a 86-os busz villamosok által nem érintett szakaszán (Pacsirtamező utca–Szentendrei út) a 109-es busz közlekedik, március 13-áig ideiglenesen villamospótló jelleggel a Szent Gellért térig meghosszabbítva, hogy az alagút átépítésének ideje alatt is biztosítsa az átszállásmentes közlekedést a budai rakparton.

## Útvonala
| Bécsi út / Vörösvári út felé | Szent Gellért tér felé |
| --- | --- |
| Szent Gellért tér M vá. – Műegyetem rakpart – Szent Gellért tér – Szent Gellért rakpart – Döbrentei tér – Attila út – Szarvas tér – Apród utca – Ybl Miklós tér – Lánchíd utca – Clark Ádám tér – Fő utca – Jégverem utca – Bem rakpart – Batthyány tér – Bem rakpart – Bem József tér – Bem rakpart – Árpád fejedelem útja – Zsigmond tér – Lajos utca – Nagyszombat utca – Bécsi út – Bécsi út / Vörösvári út vá. | Bécsi út / Vörösvári út vá. – Vörösvári út – Váradi utca – Bécsi út – Nagyszombat utca – Lajos utca – Zsigmond tér – Árpád fejedelem útja – Bem rakpart – Bem József tér – Fő utca – Clark Ádám tér – Lánchíd utca – Ybl Miklós tér – Apród utca – Szarvas tér – Krisztina körút – Döbrentei tér – Szent Gellért rakpart – Szent Gellért tér M vá. |

- Szombati napokon üzemkezdettől 15 óráig a Szent Gellért tér felé a Váradi utca helyett a Bécsi úton közlekedett.

## Megállóhelyei
| 0  | Szent Gellért tér M végállomás (2015–16) | 30 | Nem érintette                                                                   | 7, 86, 107, 133, 233 18, 19, 41, 47, 48, 49                                 |
| 2  | Rudas Gyógyfürdő                         | 27 | Nem érintette                                                                   | 7, 86, 107, 233 18, 19, 41                                                  |
| ∫  | Döbrentei tér                            | 26 | Nem érintette                                                                   | 18 5, 8, 86, 110, 112, 178, 239                                             |
| 3  | Várkert Bazár                            | 24 | Nem érintette                                                                   | 18, 19, 41 5, 86, 178                                                       |
| 5  | Clark Ádám tér                           | 22 | Nem érintette                                                                   | 19, 41 16, 86, 105 Budavári sikló                                           |
| 7  | Halász utca (↓) Szilágyi Dezső tér (↑)   | 21 | Nem érintette                                                                   | 86                                                                          |
| 9  | Batthyány tér M+H végállomás (2014–15)   | 20 | 11, 39, 86, 111, 160, 260, 260A 19, 41                                          | 11, 39, 86, 111, 160, 260, 260A                                             |
| 10 | Kacsa utca                               | ∫  | Nem érintette                                                                   | 86, 160, 260, 260A                                                          |
| 11 | Bem József tér                           | 18 | 86, 160, 260, 260A                                                              | 86, 160, 260, 260A                                                          |
| 13 | Margit híd, budai hídfő H                | 16 | 4, 6 9, 26, 86, 91, 160, 191, 226, 260, 260A                                    | 4, 6 9, 26, 86, 91, 160, 191, 226, 260, 260A, 291                           |
| 14 | Császár-Komjádi uszoda                   | 15 | 9, 86, 160, 260, 260A                                                           | 9, 86, 160, 260, 260A                                                       |
| 15 | Zsigmond tér                             | 13 | 9, 86, 160, 260, 260A                                                           | 9, 86, 160, 260, 260A                                                       |
| 16 | Kolosy tér                               | 12 | (Szépvölgyi út) 9, 29, 65, 86, 111, 160, 165, 260, 260A                         | (Szépvölgyi út) 9, 29, 65, 65A, 86, 111, 160, 165, 260, 260A                |
| ∫  | Galagonya utca                           | 11 | 160, 260, 260A                                                                  | 160, 260, 260A                                                              |
| 17 | Katinyi mártírok parkja                  | 10 | 160, 260, 260A                                                                  | 160, 260, 260A                                                              |
| 18 | Selmeci utca                             | 8  | 160, 260, 260A                                                                  | 160, 260, 260A                                                              |
| 19 | Szent Margit Kórház                      | 7  | 160, 260, 260A                                                                  | 160, 260, 260A                                                              |
| 21 | Váradi utca                              | 5  | 160, 260, 260A                                                                  | 160, 260, 260A                                                              |
| 22 | Perényi út                               | ∫  |                                                                                 |                                                                             |
| ∫  | Óbudai rendelőintézet                    | 3  | 137, 160, 218, 237, 260, 260A 1, 1A 820, 830, 831, 832, 840                     | 137, 160, 218, 237, 260, 260A 1 820, 830, 831, 832, 840                     |
| 23 | Bécsi út / Vörösvári út                  | ∫  | 137, 160, 218, 237, 260, 260A 1, 1A 800, 801, 805, 810, 820, 830, 831, 832, 840 | 137, 160, 218, 237, 260, 260A 1 800, 801, 805, 810, 820, 830, 831, 832, 840 |
| 24 | Bécsi út / Vörösvári út végállomás       | 0  | 137, 160, 218, 237, 260, 260A 1, 1A 800, 801, 805, 810, 820, 830, 831, 832, 840 | 137, 160, 218, 237, 260, 260A 1 800, 801, 805, 810, 820, 830, 831, 832, 840 |